# Brevard County
Brevard County is een county in de Amerikaanse staat Florida.
De county heeft een landoppervlakte van 2.637 km² en telt 476.230 inwoners (volkstelling 2000). De hoofdplaats is Titusville.

## Bevolkingsontwikkeling

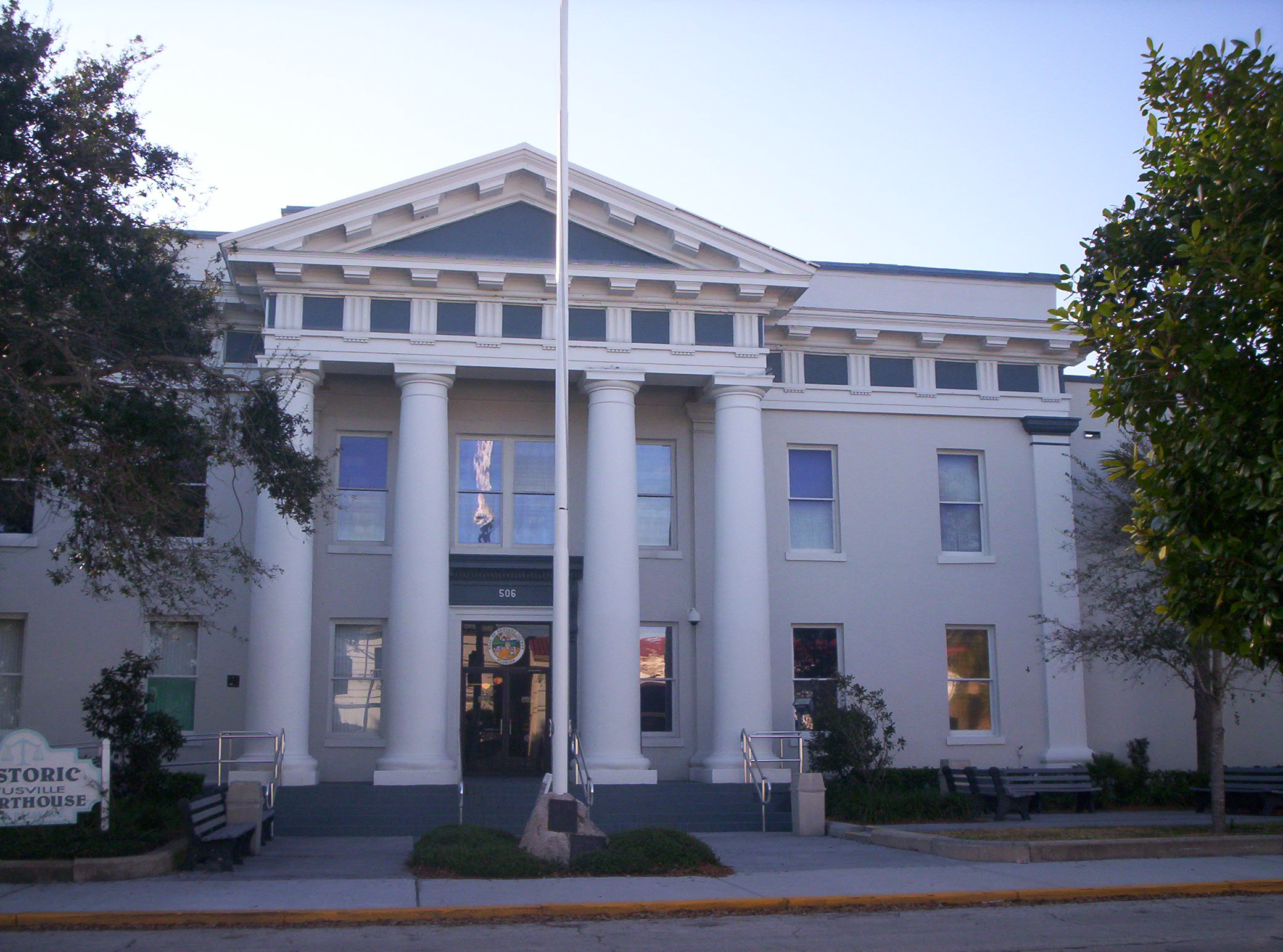
Brevard County Courthouse